# Espérance sportive de Mostaganem
Maillots
Actualités
Dernière mise à jour : 3 décembre 2024.
L'Espérance Sportive de Mostaganem (en arabe : الترجي الرياضي لمستغانم) plus couramment abrégé en ES Mostaganem ou encore en ESM, est un club algérien de football créé en 1940 et basé dans la ville de Mostaganem.

## Histoire
En 1939, un groupe de personnes de la ville de Mostaganem, en l'occurrence Dr Djillali Bentami, El-Hadj Parisien, Laaredj Benriati, Djeloul Bensaber Madouni et Boulanouar Smaine décident de créer un club de football afin de remplacer l'autre club de la ville, le Sporting Club de Mostaganem (SCM) fondé en 1927 et disparu depuis 1962. La création l'équipe du Espérance Sportive de Mostaganem, a donc vu le jour le 1 janvier 1940 avec pour premier dirigeant Bachir Benyakho.

### L'Espérance et la révolution
Bien que l'activité du club n'ait concerné que le côté sportif, le politique a été omniprésent. L'équipe de l'Espérance a contribué de façon significative dans la révolution algérienne et de nombreux joueurs sont tombés au champ d'honneur ou ont aidé les moudjahidines.

### L'Espérance après l'indépendance
L'Espérance Sportive de Mostaganem a été l'un des premiers clubs à rejoindre le championnat d'Algérie de football en 1963 et l'un des plus en vue à l'ouest algérien. En 1963, l'ESM a joué la première finale de la Coupe d'Algérie face à l'équipe de ES Sétif, perdue 0-2, après un premier match nul (1-1), puis une deuxième finale en 1965, face au MC Saïda perdue par 1-2. L'Espérance a eu l'honneur de participer dans le premier championnat d'Algérie indépendante saison 1964-1965, puis l'honneur de représenter l'Algérie en coupe d'Afrique du Nord.
Lors de sa deuxième finale de Coupe d'Algérie, L'ES Mostaganem a eu le privilège de marquer le 1er but dans son histoire en finales de coupe, grâce à Said Khalil, buteur face à l'équipe de Saida[pas clair].
L'équipe qui a défendu les couleurs de l'Espérance dans les années 1960 était composée de : les frères Maouche, Rezkane, Ould Moussa, Ghazali, Soudani, Ben Omar, Osman, Ben Mohamed et les joueurs de l'équipe nationale Zidane et Ould Bey.
En 1967, l'Espérance connait des problèmes internes et une baisse de la qualité de l'équipe qui ont entraîné la chute de l'équipe en 2eme division[pas clair]. Le club ne verra la division 1 que 32 années plus tard.
En 1975, la venue du yougoslave Popov à la barre technique permet de construire une équipe de jeunes talents tels que : Benmohamed Hachemi, Boumziza Mohamed, Belkheira Belahouel, Larouci Maamar, Bennourine Sadek, Tayeb Mohamed, Homad hassen (gardien). L'ESM accède en 1979-80 en deuxième division centre-ouest en se classant parmi les 4 premiers.
Au cours de la saison 1996-1997, l'ES Mostaganem est en tête du championnat de deuxième division, finit avec la meilleure attaque en inscrivant 58 buts et la meilleure défense en encaissant seulement 19 buts. Cette année-là, le club accède à la division 1 en étant champion de D2 groupe Ouest avec une avance de 11 points sur le second; L'ASM Oran.[pas clair]
Le club refait à cette occasion la même performance que le second club de la ville de Mostaganem : le WA Mostaganem qui est monté en première division une année auparavant en finissant lui aussi champion de D2 groupe Ouest. Le WA Monstaganem n'arrivant pas à se maintenir lors de sa première saison parmi l'élite. 
Pour son retour parmi l'élite lors de la saison 1997-1998, l'ESM finit à la troisième place du groupe B, le championnat étant cette année-là divisé en deux groupes. L'attaquant Hamid Merakchi finissant meilleur buteur du championnat. 
Le club est relégué en division 2 lors de la saison 1998-1999. 
La saison 1999-2000 a vu le départ de joueurs de premier plan comme l'attaquant de l'Espérance Hamid Merakchi, qui devint plus tard meilleur buteur du Championnat de Turquie. 
L'Espérance retrouve cette saison (2017-2018) la ligue 2 du championnat d’Algérie en devançant le second de 4 points dans le Championnat inter-région groupe ouest avec un effectif jeune entraîné par Mokhtar Assas. L’équipe s'offre le titre de champion en décrochant la première place après un remarquable parcours, avec la meilleure attaque et le plus grand nombre de points des trois groupes de la DNA confondus, sans oublier le meilleur buteur Benmeghit avec 22 réalisations.

## Palmarès
| Compétitions nationales | Compétitions de jeunes                                                                                    |
| --- | --- |
| - Ligue 1 : - Deuxième du groupe B : 1997-98. - Coupe d'Algérie : - Finaliste : 1962-63 et 1964-65. - Ligue 2 (2) : - Champion : 1996-97 et 2023-24. - Vice-champion : 1994-95, 2000-01 et 2022-23. - Championnat D3 (5) : - Champion Gr. ouest : 1967-68, 1992-93, 2007-08, 2017-18 et 2021-22. - Vice-champion : 1991-92 et 2014-15. | - Coupe d'Algérie Cadets (1) : - Vainqueur : 1990-91. - Coupe d'Oranie Minimes (1) - Vainqueur : 1962-63. |

## Résultats sportifs

### Classement en championnat par année
- 1962-63 : C-H Gr VII. Ouest, 2e
- 1963-64 : DH, Gr. Ouest, 4e
- 1964-65 : D1, 7e
- 1965-66 : D1, 16e
- 1966-67 : D2, 10e
- 1967-68 : D3, Gr. Ouest, 1er
- 1968-69 : D2, 5e
- 1969-70 : D2, Gr. Centre-Ouest, 3e
- 1970-71 : D2, Gr. Centre-Ouest, 13e
- 1971-72 : D2, Gr. Ouest, ?e
- 1972-73 : D2, Gr. Ouest, ?e
- 1973-74 : D2, Gr. Ouest, ?e
- 1974-75 : D2, Gr. Ouest, ?e
- 1975-76 : D2, Gr. Ouest, ?e
- 1976-77 : D2, Gr. Ouest, ?e
- 1977-78 : D2, Gr. Ouest, ?e
- 1978-79 : D2, Gr. Ouest, ?e
- 1979-80 : D2, Gr. Centre-Ouest, ?e
- 1980-81 : D2, Gr. Centre-Ouest, 10e
- 1981-82 : D2, Gr. Centre-Ouest, 7e
- 1982-83 : D2, Gr. Centre-Ouest, 6e
- 1983-84 : D2, Gr. Centre-Ouest, 15e
- 1984-85 : D2, Gr. Ouest, 3e
- 1985-86 : D2, Gr. Ouest, 14e
- 1986-87 : D2, Gr. Ouest, 7e
- 1987-88 : D2, Gr. Ouest, 10e
- 1988-89 : D3, Gr. Ouest, 10e
- 1989-90 : D3, Gr. Ouest, 11e
- 1990-91 : D3, Gr. Ouest, 7e
- 1991-92 : D3, Gr. Ouest, ?e
- 1992-93 : D3, Gr. Ouest, 1er
- 1993-94 : D2, Gr. Ouest, 7e
- 1994-95 : D2, Gr. Ouest, ?e
- 1995-96 : D2, Gr. Ouest, ?e
- 1996-97 : D2, Gr. Ouest, 1er
- 1997-98 : D1, Gr. B 3e
- 1998-99 : D1, Gr. Centre-Ouest, 7e
- 1999-00 : D2, Gr. Centre-Ouest, 13e
- 2000-01 : D2, Gr. Centre-Ouest, 2e
- 2001-02 : D2, Gr. Centre-Ouest, ?e
- 2002-03 : D2, Gr. Centre-Ouest, 5e
- 2003-04 : D2, Gr. Ouest, 4e
- 2004-05 : D2, Gr. Ouest, 16e
- 2005-06 : D3, Gr. Ouest, ?e
- 2006-07 : D3, Gr. Ouest, 10e
- 2007-08 : D3, Gr. Ouest, 1er
- 2008-09 : D2, 6e
- 2009-10 : D2, 3e
- 2010-11 : Ligue 2, 10e
- 2011-12 : Ligue 2, 6e
- 2012-13 : Ligue 2, 4e
- 2013-14 : Ligue 2, 16e
- 2014-15 : DNA Ouest, 2e
- 2015-16 : DNA Ouest, 7e
- 2016-17 : DNA Ouest, 3e
- 2017-18 : DNA Ouest, 1er
- 2018-19 : Ligue 2, 14e
- 2019-20 : DNA Ouest, 14e
- 2020-21 : DNA Ouest, Saison Blanche
- 2021-22 : Inter-régions Ouest , 1er
- 2022-23 : Ligue 2 Amateur Centre-ouest, 2e
- 2023-24 : Ligue 2 Amateur Centre-ouest, 1er
- 2024-25 : D1, Ligue 1 14e

### Parcours de l'ESM en coupe d'Algérie
| Saison  | Tour              | Matchs                | Résultats                  |
| ------- | ----------------- | --------------------- | -------------------------- |
| 1962-63 | Finaliste         | ES Sétif              | 1-1 ap , et 2-0            |
| 1963-64 | 1/16 finale       | MC Oran               | 1-0                        |
| 1964-65 | Finaliste         | MC Saida              | 2-1                        |
| 1965-66 | 1/32 finale       | RC Oran               | 2-1                        |
| 1966-67 | 1/32 finale       | Pérregaux GS          | 1-0                        |
| 1967-68 | 1/8 finale        | ES Guelma             | 0-0 ap (club Visiteur)     |
| 1968-69 | 1/32 finale       | RC Relizane           | 0-0 ap (aux corners 3 - 4) |
| 1969-70 | 1/2 finale        | USM Alger             | 0-1 , et 0-0               |
| 1970-71 | 1/32 finale       | GC Mascara            | 2-0                        |
| 1971-72 | 1/32 finale       | ASM Oran              | 1-0                        |
| 1972-73 | 1/32 finale       | CR Témouchent         | 1-0                        |
| 1973-74 | 1/8 finale        | USM El Harrach        | 1-0                        |
| 1974-75 | ?                 | ?                     | ?                          |
| 1975-76 | 1/32 finale       | ASM Oran              | 1-0                        |
| 1976-77 | 1/16 finale       | CAC Constantine       | 1-0                        |
| 1977-78 | 1/16 finale       | NARB Réghaïa          | 2-1                        |
| 1978-79 | 1/16 finale       | RC Kouba              | 2-0                        |
| 1979-80 | ?                 | ?                     | ?                          |
| 1980-81 | ?                 | ?                     | ?                          |
| 1981-82 | 1/32 finale       | JSM Tiaret            | 2-1                        |
| 1982-83 | 1/16 finale       | USM Bel Abbès         | 4-0                        |
| 1983-84 | ?                 | ?                     | ?                          |
| 1984-85 | 1/16 finale       | MB Batna              | 1-0                        |
| 1985-86 | 1/32 finale       | ASPC Tlemcen          | 1-0                        |
| 1986-87 | 1/64 finale       | IRM Bel Abbès         | 2-1                        |
| 1987-88 | 1/32 finale       | SNS Oran              | 2-1                        |
| 1988-89 | 1/32 finale       | ASM Oran              | 2-1                        |
| 1989-90 | N.J               | N.J                   | N.J                        |
| 1990-91 | 1/64 finale       | MC Saida              | ?                          |
| 1991-92 | 1/64 finale       | RCG Oran              | 1-0                        |
| 1992-93 | N.J               | N.J                   | N.J                        |
| 1993-94 | 1/64 finale       | HB El-Bordj           | 2-2 t.a.b 4-2              |
| 1994-95 | ?e T.R            | ?                     | ?                          |
| 1995-96 | 1/16 finale       | USM Blida             | 2-0                        |
| 1996-97 | 1/16 finale       | HB Chelghoum.L        | 1-0                        |
| 1997-98 | 1/16 finale       | MO Constantine        | 0-0 ap (aux t.a.b 1 - 4)   |
| 1998-99 | 1/8 finale        | WA Tlemcen            | 1-0                        |
| 1999-00 | 1/16 finale       | MC Saida              | 0-0 t.a.b 5-4              |
| 2000-01 | ?e T.R            | ?                     | ?                          |
| 2001-02 | 1/32 finale       | USM Alger             | 3-0                        |
| 2002-03 | 1/32 finale       | ASM Oran              | 4-2                        |
| 2003-04 | 1/16 finale       | AS Ain M'lila         | 1-1 t.a.b 8-7              |
| 2004-05 | 1/32 finale       | MSP Batna             | 3-2                        |
| 2005-06 | 1/32 finale       | USM Annaba            | 3-0                        |
| 2006-07 | 1/8 finale        | USM Alger             | 3-2                        |
| 2007-08 | 1/64 finale       | NRB Bethioua          | 5-3                        |
| 2008-09 | 1/8 finale        | CA Bordj Bou Arreridj | 4-1                        |
| 2009-10 | 1/16 finale       | CA Bordj Bou Arreridj | 4-2                        |
| 2010-11 | 1/16 finale       | JS Kabylie            | 1-0                        |
| 2011-12 | 1/32 finale       | CR Belouizdad         | 2-0                        |
| 2012-13 | 1/32 finale       | AS Khroub             | 1-0                        |
| 2013-14 | Avant dernier T.R | US Mostaganem         | ?                          |
| 2014-15 | 1/32 finale       | USM Oran              | 1-0                        |
| 2015-16 | 3e T.R            | CRB Ben Badis         | ?                          |
| 2016-17 | 1/32 finale       | RC Relizane           | 2-1                        |
| 2017-18 | 1/64 finale       | RC Relizane           | 3-2 a.p                    |
| 2018-19 | 1/64 finale       | CRM Bouguirat         | 1-0                        |
| 2019-20 | 5e T.R            | RCB Oued R'hiou       | 3-0                        |
| 2020-21 | covid 19          | Non Joué              |                            |
| 2021-22 | covid 19          | Non Joué              |                            |
| 2022-23 | 1/8 finale        | Paradou AC            | 1-2                        |
| 2023-24 | 1/4 finale        | CR Belouizdad         | 3-3 (t.a.b 2-4)            |
| 2024-25 | 1/4 finale        | USM El Harrach        | 1-1 (t.a.b 0-2)            |

### Statistiques par Tour
l' ESM à participer en 59 édition, éliminé au tours régionale 11 fois et atteint les tours finale 37 fois.
| Édition | 1er tour | 2e tour | 3e tour | 4e tour | 64e de finale | 32e de finale | 16e de finale | 8e de finale | Quart de finale | Demi-finale | Finale | Champion |
| ------- | -------- | ------- | ------- | ------- | ------------- | ------------- | ------------- | ------------ | --------------- | ----------- | ------ | -------- |
| 55-13   | -        | -       | 01      | 01      | 06            | 15            | 11            | 05           | 03              | 01          | 02     | 00       |

### Bilan Sportif
- crée les saisons de l'esm en D1 (1964-1965.....1965-1966......1997-1998..... 1998-1999…..2024-2025…..2025-2026).

| Compétition       | Saisons | Titres | J   | G   | N   | P   | Bp  | Bc  | Diff. |
| ----------------- | ------- | ------ | --- | --- | --- | --- | --- | --- | ----- |
| Ligue 1           | 06      | -      | 100 | 32  | 25  | 43  | 116 | 148 | -32   |
| Ligue 2           | 38      | ...    | ... | ... | ... | ... | ... | ... | ...   |
| Division 3        | 13      | ...    | ... | ... | ... | ... | ... | ... | ...   |
| Coupe d'Algérie   | ...     | ...    |     |     |     |     |     |     |       |
| Coupe de la Ligue | ...     | ...    |     |     |     |     |     |     |       |
| Total             | ...     | ...    | ... | ... | ... | ... | ... | ... | ...   |

## Anciens joueurs
- Hadj Abdelkader Ould El Bey
- Zidane Charef

## Identité du club

### Logos et couleurs
Depuis la fondation du club, ses couleurs sont le Vert et le Blanc.

Ancien logo du club
Ancien logo du club
Logo du club saison 2023-2024
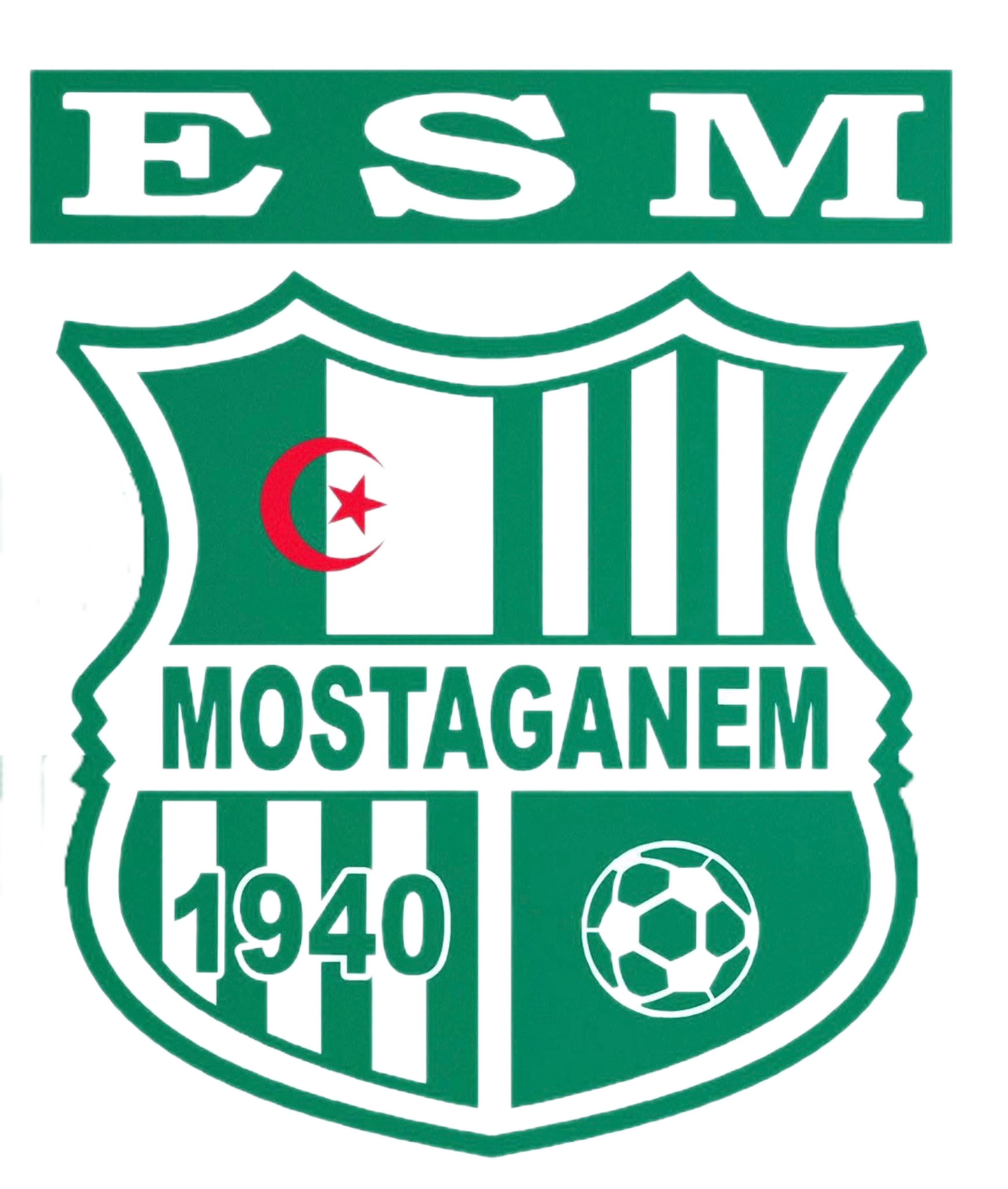
Logo actuel

### Historique des noms officiels du club
| Espérance Sportive de Mostaganem (ESM) |
| -------------------------------------- |

| Espérance Sportive Ommal Minaa Mostaganem (ESOMM) |
| ------------------------------------------------- |

| Espérance de Mostaganem (EM) |
| ---------------------------- |

| Espérance Sportive de Mostaganem (ESM) |
| -------------------------------------- |

## Personnalités du club

### Effectif professionnel actuel
Mise à jour:1er février 2025.

## Derby ESM vs WAM
- Source [4]

| Saison    | Match                                  | Date                                   | Compétition.                           | Rencontre                              | Rés.                                   | Buteur(s) du WAM                       | Buteur(s) de l'ESM                     | Réf.                                   |                                        |
| --------- | -------------------------------------- | -------------------------------------- | -------------------------------------- | -------------------------------------- | -------------------------------------- | -------------------------------------- | -------------------------------------- | -------------------------------------- | -------------------------------------- |
| 1945-1956 | -                                      | -                                      | -                                      | -                                      | -                                      | -                                      | -                                      | -                                      | -                                      |
| 1956-1962 | Boycott des clubs musulmans Algérienne | Boycott des clubs musulmans Algérienne | Boycott des clubs musulmans Algérienne | Boycott des clubs musulmans Algérienne | Boycott des clubs musulmans Algérienne | Boycott des clubs musulmans Algérienne | Boycott des clubs musulmans Algérienne | Boycott des clubs musulmans Algérienne | Boycott des clubs musulmans Algérienne |
| 1962-63   | 1                                      |                                        | Critérium d'Honneur                    | WAM - ESM                              | -                                      |                                        |                                        |                                        |                                        |
| 1962-63   | 2                                      |                                        | Critérium d'Honneur                    | ESM - WAM                              | -                                      |                                        |                                        |                                        |                                        |
| 1963-1973 | Division Différente .                  | Division Différente .                  | Division Différente .                  | Division Différente .                  | Division Différente .                  | Division Différente .                  | Division Différente .                  | Division Différente .                  | Division Différente .                  |
| 1969-70   | *3*                                    | 21 Déc 1969                            | *Coupe d'Algérie*                      | WAM - ESM                              | 1-2                                    | Benzaoui 72'                           | Zidane 3'- 42'                         | .                                      |                                        |
| 1973-1974 | 4                                      |                                        | National II Ouest                      | WAM - ESM                              | -                                      |                                        |                                        |                                        |                                        |
| 1973-1974 | 5                                      |                                        | National II Ouest                      | ESM - WAM                              | -                                      |                                        |                                        |                                        |                                        |
| 1974-75   | 6                                      | 22-9-1974                              | National II Ouest (2ej)                | ESM-WAFM                               | -                                      |                                        |                                        |                                        |                                        |
| 1974-75   | 7                                      | 1975                                   | National II Ouest (15éj)               | WAFM-ESM                               | -                                      |                                        |                                        |                                        |                                        |
| 1975-76   | 8                                      |                                        | National II Ouest                      | WAM - ESM                              |                                        |                                        |                                        |                                        |                                        |
| 1975-76   | 9                                      |                                        | National II Ouest                      | ESM - WAM                              | -                                      |                                        |                                        |                                        |                                        |
| 1976-77   | 10                                     |                                        | National II Ouest                      | WAM - ESM                              | -                                      |                                        |                                        |                                        |                                        |
| 1976-77   | 11                                     |                                        | National II Ouest                      | ESM - WAM                              | -                                      |                                        |                                        |                                        |                                        |
| 1977-1978 | 12                                     |                                        | National II Ouest                      | WAM - ESM                              | -                                      |                                        |                                        |                                        |                                        |
| 1977-1978 | 13                                     |                                        | National II Ouest                      | ESM - WAM                              | -                                      |                                        |                                        |                                        |                                        |
| 1978-1979 | 14                                     |                                        | National II Ouest                      | WAM - ESM                              | -                                      |                                        |                                        |                                        |                                        |
| 1978-1979 | 15                                     |                                        | National II Ouest                      | ESM - WAM                              | -                                      |                                        |                                        |                                        |                                        |
| 1979-1982 | Division Différente .                  | Division Différente .                  | Division Différente .                  | Division Différente .                  | Division Différente .                  | Division Différente .                  | Division Différente .                  | Division Différente .                  | Division Différente .                  |
| 1982-83   | 16                                     |                                        | National II Centre-Ouest               | WAM - ESM                              | -                                      |                                        |                                        |                                        |                                        |
| 1982-83   | 17                                     | 25 mars 1983                           | National II Centre-Ouest               | ESM - WAM                              | -                                      |                                        |                                        |                                        |                                        |
| 1983-84   | 18                                     |                                        | National II Centre-Ouest               | WAM - ESM                              | 0-3                                    |                                        |                                        |                                        |                                        |
| 1983-84   | 19                                     |                                        | National II Centre-Ouest               | ESM - WAM                              | 1-1                                    |                                        |                                        |                                        |                                        |
| 1984-85   | 20                                     | 19 octobre 1984                        | (D2),Régional Ouest                    | WAM - ESM                              | 0-0                                    |                                        |                                        |                                        |                                        |
| 1984-85   | 21                                     | 1er mars 1985                          | (D2) ,Régional Ouest                   | ESM - WAM                              | 1-0                                    |                                        |                                        |                                        |                                        |
| 1985-86   | 22                                     | 23 Nov 1985                            | (D2) , Régional Ouest                  | WAM - ESM                              | 1-2                                    |                                        |                                        |                                        |                                        |
| 1985-86   | 23                                     | 11 Avr 1986                            | (D2), Régional Ouest                   | ESM - WAM                              | 1-3                                    |                                        |                                        |                                        |                                        |
| 1986-87   | 24                                     | 19 Déc 1986                            | (D2),Régional Ouest                    | ESM - WAM                              | 0-0                                    |                                        |                                        |                                        |                                        |
| 1986-87   | 25                                     | 8 mai 1987                             | (D2) , Régional Ouest                  | WAM - ESM                              | 0-0                                    |                                        |                                        |                                        |                                        |
| 1987-88   | 26                                     | 23 octobre 1987                        | (D2), Régional Ouest - 7ej             | WAM - ESM                              | 1-0                                    | boumzziza 55' s.p                      | -                                      | [ 6 ]                                  |                                        |
| 1987-88   | 27                                     | 18 mars 1988                           | (D2), Régional Ouest- 24ej             | ESM - WAM                              | 0-0                                    | -                                      | -                                      | [ 7 ]                                  |                                        |
| 1988-1989 | 28                                     | V 3 février 1989                       | (D3), Régional Ouest (14ej)            | ESOMM - WRBM                           | 1-2                                    |                                        |                                        |                                        |                                        |
| 1988-1989 | 29                                     | V 2 juin 1989                          | (D3), Régional Ouest (29ej)            | WRBM-ESOMM                             | 1-0                                    |                                        |                                        |                                        |                                        |
| 1989-90   | 30                                     |                                        | (D3) Régional Ouest                    | WAM - ESM                              | -                                      |                                        |                                        |                                        |                                        |
| 1989-90   | 31                                     |                                        | (D3), Régional Ouest                   | ESM - WAM                              | -                                      |                                        |                                        |                                        |                                        |
| 1990-91   | 32                                     |                                        | (D3) Régional Ouest                    | WAM - ESM                              | -                                      |                                        |                                        |                                        |                                        |
| 1990-91   | 33                                     |                                        | (D3) Régional Ouest                    | ESM - WAM                              | -                                      |                                        |                                        |                                        |                                        |
| 1991-1994 | Division Différente .                  | Division Différente .                  | Division Différente .                  | Division Différente .                  | Division Différente .                  | Division Différente .                  | Division Différente .                  | Division Différente .                  | Division Différente .                  |
| 1994-95   | 34                                     | 28 Oct 1994                            | National II Ouest - 7éj                | WAM - ESM                              | 0-0                                    | -                                      | -                                      |                                        |                                        |
| 1994-95   | 35                                     | 24 Mar 1995                            | National II Ouest- 24éj                | ESM - WAM                              | 0-0                                    | -                                      | -                                      |                                        |                                        |
| 1995-96   | 36                                     | 5 Jan 1996                             | National II Ouest                      | WAM - ESM                              | 2-0                                    |                                        |                                        |                                        |                                        |
| 1995-96   | 37                                     | 24 mai 1996                            | National II Ouest                      | ESM - WAM                              | 1-3                                    |                                        |                                        |                                        |                                        |
| 1996-1999 | Division Différente .                  | Division Différente .                  | Division Différente .                  | Division Différente .                  | Division Différente .                  | Division Différente .                  | Division Différente .                  | Division Différente .                  | Division Différente .                  |
| 1999-00   | 38                                     | 29 Oct 1999                            | National II                            | ESM - WAM                              | 2-1                                    |                                        |                                        |                                        |                                        |
| 1999-00   | **39**                                 | 23 Déc 1999                            | **Coupe de la Ligue**                  | WAM - ESM                              | 2-1                                    |                                        |                                        |                                        |                                        |
| 1999-00   | 40                                     | 20 Avr 2000                            | National II                            | WAM - ESM                              | 2-3                                    |                                        |                                        |                                        |                                        |
| 2000-01   | 41                                     | 26 Octobre 2000                        | National II Centre-Ouest               | WAM - ESM                              | 1-2                                    |                                        |                                        |                                        |                                        |
| 2000-01   | 42                                     | 1 Mars 2001                            | National II Centre-Ouest               | ESM - WAM                              | 0-0                                    |                                        |                                        |                                        |                                        |
| 2001-02   | 43                                     | 25 Octobre 2001                        | National II Centre-Ouest               | WAM - ESM                              | 0-3                                    |                                        |                                        |                                        |                                        |
| 2001-02   | 44                                     | 21 Mars 2002                           | National II Centre-Ouest               | ESM - WAM                              | 2-0                                    |                                        |                                        |                                        |                                        |
| 2002-03   | 45                                     | 11 octobre 2002                        | National II Centre-Ouest               | WAM - ESM                              | 0-1                                    |                                        |                                        |                                        |                                        |
| 2002-03   | 46                                     | 7 Mars 2003                            | National II Centre-Ouest               | ESM - WAM                              | -                                      |                                        |                                        |                                        |                                        |
| 2003-04   | 47                                     | 24 Octobre 2003                        | National II Ouest                      | ESM - WAM                              | 1-0                                    |                                        |                                        |                                        |                                        |
| 2003-04   | 48                                     | 9 Avril 2004                           | National II Ouest                      | WAM - ESM                              | 1-1                                    |                                        |                                        |                                        |                                        |
| 2004-2005 | Division Différente .                  | Division Différente .                  | Division Différente .                  | Division Différente .                  | Division Différente .                  | Division Différente .                  | Division Différente .                  | Division Différente .                  | Division Différente .                  |
| 2005-06   | 49                                     | 8 Sep 2005                             | Inter-régions Ouest                    | WAM - ESM                              | -                                      |                                        |                                        |                                        |                                        |
| 2005-06   | 50                                     |                                        | Inter-régions Ouest                    | ESM - WAM                              | -                                      |                                        |                                        |                                        |                                        |
| 2006-07   | 51                                     |                                        | Inter-régions Ouest                    | WAM - ESM                              | 3-1                                    |                                        |                                        |                                        |                                        |
| 2006-07   | 52                                     |                                        | Inter-régions Ouest                    | ESM - WAM                              | -                                      |                                        |                                        |                                        |                                        |
| 2007-08   | 53                                     |                                        | Inter-régions Ouest                    | ESM - WAM                              | 0-0                                    |                                        |                                        |                                        |                                        |
| 2007-08   | 54                                     |                                        | Inter-régions Ouest                    | WAM - ESM                              | 0-1                                    |                                        |                                        |                                        |                                        |
| 2008-2014 | Division Différente .                  | Division Différente .                  | Division Différente .                  | Division Différente .                  | Division Différente .                  | Division Différente .                  | Division Différente .                  | Division Différente .                  | Division Différente .                  |
| 2014-15   | *55*                                   | 2014                                   | *Coupe d'Algérie*                      | WAM - ESM                              | 2-3                                    |                                        |                                        |                                        |                                        |
| 2014-15   | 56                                     | 27 Sep 2014                            | DNA Ouest                              | ESM - WAM                              | 0-0                                    |                                        |                                        |                                        |                                        |
| 2014-15   | 57                                     | 13 Fév 2015                            | DNA Ouest                              | WAM - ESM                              | -                                      |                                        |                                        |                                        |                                        |
| 2015-16   | 58                                     | 4 Déc 2015                             | DNA Ouest                              | WAM - ESM                              | 1-1                                    |                                        |                                        |                                        |                                        |
| 2015-16   | 59                                     | 15 Avr 2016                            | DNA Ouest                              | ESM - WAM                              | 1-1                                    |                                        |                                        |                                        |                                        |
| 2016-17   | 60                                     |                                        | DNA Ouest                              | ESM - WAM                              | -                                      |                                        |                                        |                                        |                                        |
| 2016-17   | 61                                     | 11 Mar 2017                            | DNA Ouest                              | WAM - ESM                              | -                                      |                                        |                                        |                                        |                                        |
| 2017-2020 | Division Différente .                  | Division Différente .                  | Division Différente .                  | Division Différente .                  | Division Différente .                  | Division Différente .                  | Division Différente .                  | Division Différente .                  | Division Différente .                  |
| 2020-21   | 62                                     | 20 Mar 2021                            | Inter-régions Ouest (D3)               | WAM - ESM                              | 2-1                                    | Hichem Chérif - Kadri                  |                                        |                                        |                                        |
| 2020-21   | 63                                     | Mai 2021                               | Inter-régions Ouest (D3)               | ESM - WAM                              | 0-1                                    |                                        |                                        |                                        |                                        |
| 2021-22   | 64                                     | 31 décembre 2021                       | Inter-régions Ouest (D3)               | WAM - ESM                              | 2-0                                    |                                        |                                        |                                        |                                        |
| 2021-22   | 65                                     |                                        | Inter-régions Ouest (D3)               | ESM - WAM                              | 1-0                                    | 94’Yaagoubi khaled                     |                                        |                                        |                                        |
| 2022-2023 | Division Différente .                  | Division Différente .                  | Division Différente .                  | Division Différente .                  | Division Différente .                  | Division Différente .                  | Division Différente .                  | Division Différente .                  | Division Différente .                  |
| 2023-24   | 66                                     | 13 Octobre 2023 (3e J)                 | Ligue 2 Centre-Ouest (D2)              | WAM-ESM                                | 1-2                                    | 55’, 81’ A.Demane                      |                                        |                                        |                                        |
| 2023-24   | 67                                     | 2 Mars 2024 (18e J)                    | Ligue 2 Centre-Ouest (D2)              | ESM - WAM                              | 1-0                                    | 76’Benhamou                            |                                        |                                        |                                        |

### Statistiques Derby Mostaganem
| Catégories        | Matchs Joués | Victoires WAM | Nuls | Victoires ESM | Buts WAM | Buts ESM |
| ----------------- | ------------ | ------------- | ---- | ------------- | -------- | -------- |
| Critérium         | 2            | -             | -    | -             | -        | -        |
| Ligue 2           | 38           | -             | -    | -             | -        | -        |
| Division 3        | 22           | -             | -    | -             | -        | -        |
| Coupe d'Algérie   | 2            | 0             | 0    | 2             | 3        | 5        |
| Coupe de la ligue | 1            | 1             | 0    | 0             | 2        | 1        |
| TOTAL             | 65           | -             | -    | -             | -        | -        |